# Salon International des Inventions Bruxelles

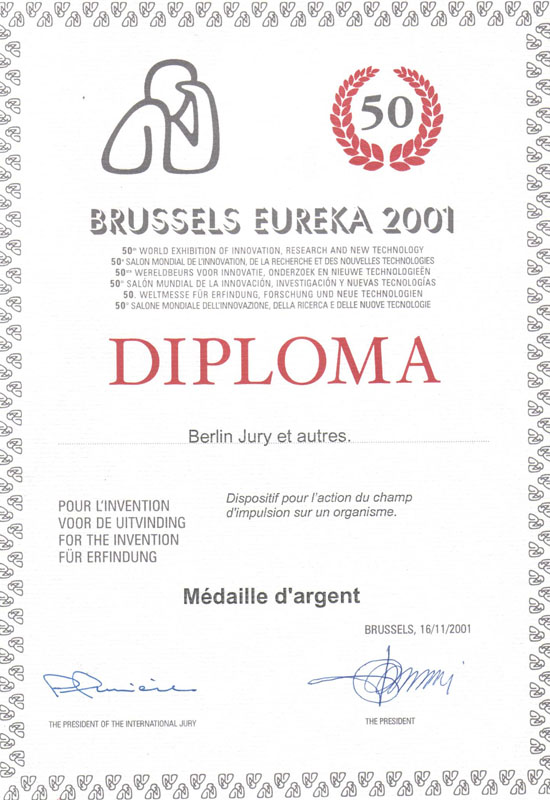
Ein Diplom der 50. Erfindermesse 2001

Die internationale Innovationsmesse Salon International des Inventions Bruxelles wurde im Jahr 1952 auf Initiative der Belgischen Handelskammer gegründet und fand zwischen 1952 und 2016 jährlich in der belgischen Hauptstadt Brüssel statt.

## Innovationsmesse
Die internationale Innovationsmesse, die am 3. März 1952 zum ersten Mal ihre Tore öffnete, stand seit ihrer Gründung unter der Schirmherrschaft des Belgischen Königs und war das Sprungbrett vieler kommerzieller Erfolge. Die Brüsseler Erfindermesse wurde in zwei Kategorien aufgeteilt, nämlich Erfindung und Forschung sowie industrielle Innovation. Sie zog jährlich über 1000 Bewerbungen aus verschiedenen Ländern und Kontinenten an. Zwischen 1958 und 1996 wurde die jährliche Messe im Brüsseler Martini Building durchgeführt und danach im Les Pyramides.

## Namensänderung
Im Jahr 1995 wurde die Messe mit den beiden Kategorien industrielle Innovation und Erfindung und Forschung in Brussels Eureka bzw. Brussels Innova unbenannt. Zu diesem Zeitpunkt hatte die Messe bereits durchschnittlich über 700 Teilnehmer aus 30 verschiedenen Ländern mit über 1000 Erfindungen pro Jahr. Im Jahr 2016 fand die internationale Erfindermesse nach 65 Jahren zum letzten Mal in der Stadt Brüssel statt.